# Epic (песня Сандро Сильва)
«Epic» — песня нидерландского ди-джея Сандро Сильва при участии Quintino, выпущенная 3 октября 2011 года. Сингл стоял на верхних позициях в чартах Top 40 и Mega Single Top 100. «Epic» стал абсолютным хитом в Нидерландах. will.i.am посчитал эту песню схожей со своей «Bang Bang», однако никаких доказательств этого у него не было.

## Список песен
| №  | Название              | Длительность |
| -- | --------------------- | ------------ |
| 1. | «Epic (Original Mix)» | 5:50         |
| 2. | «Epic (Radio edit)»   | 2:52         |

## Чарты
| Чарт (2011–12)                  | Позиции |
| ------------------------------- | ------- |
| Бельгия (Ultratop 50 Flanders)  | 16      |
| Бельгия (Ultratop 50 Wallonia)  | 34      |
| Нидерланды (Dutch Top 40)       | 1       |
| Нидерланды (Single Top 100)     | 1       |
| Швейцария (Schweizer Hitparade) | 14      |